# Индекс Кердо
Индекс Кердо — показатель, использующийся для оценки деятельности вегетативной нервной системы. Индекс вычисляется по формуле:
{\displaystyle Index=100*(1-DAD/Pulse)}, где:
- DAD — диастолическое артериальное давление (мм рт. ст.);
- Pulse — частота пульса (уд. в мин.).

Если значение этого индекса больше нуля, то говорят о преобладании симпатических влияний в деятельности вегетативной нервной системы, если меньше нуля, то о преобладании парасимпатических влияний, если равен нулю, то это говорит о функциональном равновесии. 
Индекс Кердо будет больше нуля если пульс больше диастолического давления, равен нулю при их равенстве и меньше нуля при превышении ДАД над пульсом.
По данным ряда исследований величина вегетативного индекса Кердо (ВИК) отличается для лиц мужского и женского пола. В частности, обследование студентов медицинской академии в возрасте от 18 до 20 лет показало, что средние показатели ВИК во время обычного учебного процесса у женщин составили +7,5+/-1,3 ед., а у мужчин они лежали в области отрицательных величин:  -2,3+/-1,8 ед. Перед ответственным экзаменом средние показатели ВИК у женщин составили +21,4+/-1,5 ед., а у мужчин +10,0+/-2,7 ед. При этом показатели ВИК надежно и положительно коррелировали  с показателями Индекса напряжения регуляторных систем по Баевскому (ИН), т.е. с активностью симпатической нервной системы (Щербатых Ю.В., 2001). 
По данным Ю.Е. Вагина, С.М. Деунежева и А.А. Хлытина, ВИК отражает вагосимпатический баланс в организме в большей степени по ЧСС и в меньшей по АДД. В организме спортсменов ВИК достаточно адекватно характеризует вагосимпатический баланс, тогда как его применение у больных с гипертонией не рекомендуется, поскольку при высоком АД у больных с гипертонией значения ВИК могут привести к ошибочному заключению о вагосимпатическом балансе в организме. 